# Comitê Olímpico da República Dominicana
O Comitê Olímpico da República Dominicana (em castelhano:  Comité Olímpico Dominicano) é a organização que representa atletas da República Dominicana no Comitê Olímpico Internacional (COI) e nos Jogos Pan-Americanos.
A sede do comitê situa-se em Santo Domingo, capita da República Dominicana. A organização é dirigida atualmente por  Luis Mejía Oviedo.